# Liste von Leuchttürmen in Österreich
Die Liste von Leuchttürmen in Österreich nennt Leuchttürme und Leuchtfeuer an den Binnenseen Österreichs.
Nur wenige der Leuchtfeuer in Österreich haben eine Bedeutung für den Schiffsverkehr.

## Liste
| Name                                                        | Region           | Gewässer         | Position                         | Baujahr   | Turmhöhe  | Feuerhöhe | Kennung   | Bild |
| ----------------------------------------------------------- | ---------------- | ---------------- | -------------------------------- | --------- | --------- | --------- | --------- | ---- |
| Molenfeuer Bregenz                                          | Vorarlberg       | Bodensee         | 47° 30′ 29,3″ N, 9° 44′ 48,7″ O  | 2009      | 24 m 30 m | 26 m 32 m | F.R. F.G. |      |
| Leuchtturm Podersdorf                                       | Burgenland       | Neusiedler See   | 47° 51′ 37,5″ N, 16° 49′ 35,8″ O | 1998      | 11 m      | 11 m      | F.W.      |      |
| Leuchtturm Breitenbrunn                                     | Burgenland       | Neusiedler See   | 47° 54′ 55,6″ N, 16° 46′ 8,7″ O  |           | 5,5 m     |           |           |      |
| Beleuchtungsturm Luberegg                                   | Niederösterreich | Donau            | 48° 13′ 54,3″ N, 15° 18′ 44,7″ O | 1780er    | 6 m       |           |           |      |
| Leuchtturm Donauinsel Aussichtsturm, keine Navigationshilfe | Wien             | Donau            | 48° 13′ 46,2″ N, 16° 24′ 32,8″ O | 1989 1997 | 32 m      |           |           |      |
| Leuchtturm Alberner Hafen                                   | Wien             | Donau            | 48° 9′ 37″ N, 16° 30′ 26″ O      | 1939–1941 |           |           |           |      |
| Leuchtturm Praterspitz                                      | Wien             | Donau Donaukanal | 48° 9′ 16,7″ N, 16° 31′ 42,1″ O  | 1900er    |           |           |           |      |
| Leuchtturm Maria Wörth                                      | Kärnten          | Wörthersee       | 46° 37′ 6,6″ N, 14° 9′ 50,4″ O   | 1890–1945 |           |           |           |      |
| Leuchtturm Wolfgangsee                                      | Salzkammergut    | Wolfgangsee      | 47° 44′ 17,6″ N, 13° 26′ 9,9″ O  | 1845      |           |           |           |      |